# Halichoeres erdmanni
Halichoeres erdmanni är en fiskart som beskrevs av Randall och Allen 2010. Halichoeres erdmanni ingår i släktet Halichoeres och familjen läppfiskar. Inga underarter finns listade i Catalogue of Life.